# Lea Massari
Lea Massari vagy Léa Massari, születési nevén Anna Maria Massatani (Róma, 1933. június 30. – Róma, 2025. június 23.) Donatello-díjas és Ezüst Szalag díjas olasz modell és színésznő.

## Élete

### Származása
Róma Monteverde Vecchio negyedében született, jómódú polgári családban. Apja mérnökként dolgozott Rómában. Anna Maria itt töltötte gyermekkorát. Anyai rokonsága révén gyakran időzött Spanyolországban, Franciaországban és Svájcban. Az 1950-es évek elején Rómában építészetet tanult, emellett manökenként és modellként is dolgozott. Piero Gherardi építész, díszlettervező és filmrendező, a család barátja vezette be a filmezés világába.

### Színészi pályája
1954-ben Lea (Léa) Massari néven kapta első filmszerepét Mario Monicelli rendező Proibito című romantikus filmdrámájában, a két főszereplő, Amedeo Nazzari és Mel Ferrer partnereként. Ettől kezdve folyamatosan foglalkoztatták. Számos olasz filmben alakított arisztokratikus megjelenésű, finom vonású, gyengéd, ábrándozó, látszólag szenvtelen, valójában rajongva szerelmes kislány karaktereket. Rolf Hansen német rendező 1958-as Feltámadás című filmjében, mely Lev Tolsztoj regényéből készült, Marija Pavlovna szerepét kapta, a főszereplő Horst Buchholz mellett.

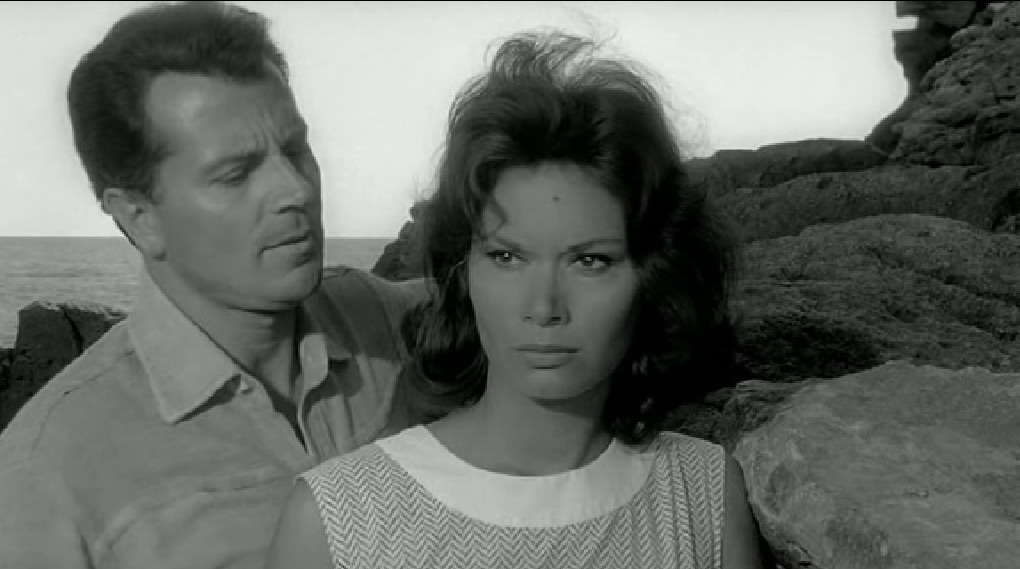
Gabriele Ferzettivel A kalandban (1959)

Nemzetközi ismertséget szerzett 1960-ban Michelangelo Antonioni rendező klasszikussá vált filmdrámájának, A kalandnak (L’avventura) egyik főszerepében. Massari az álmodozó Annát játszotta, aki odaadóan szerelmes csapodár partnerébe (Gabriele Ferzetti). A férfi kihasználja és elhanyagolja a lányt, és amikor egy szigetre szervezett kirándulás során Anna nyomtalanul eltűnik (a film nyitva hagyja, hogy öngyilkos lett-e), keresése közben a férfi könnyedén összeáll Anna közeli barátnőjével, Claudiával (Monica Vittivel).
Az 1960-as és 1970-es években számos olyan olasz és francia produkcióban szerepelt, amelynek cselekménye a felső polgári miliőben játszódik. Massari legtöbbször szeretetteljes női karaktereket alakított. Louis Malle, ekkor már elismert és hírneves francia filmrendező zavarba ejtő főszerepet adott neki 1971-es botrányfilmjében, a Szívzörejben, amely a vérfertőzés témáját dolgozta fel. Massari egy gazdag családban élő, túlságosan is megértő anyát játszik benne, aki tizenéves fiával lép közelebbi viszonyba. A film nemzetközi vitákat kavart. Az olasz hatóságok erkölcstelennek minősítették, vetítését korlátozták. Massarit, a főszereplő színésznőt a valóságban is perbe fogták megrontás vádjával, mivel partnere, Benoit Ferreux (*1955) színész a forgatáskor még csak 16 éves volt. A bíróság Massarit felmentette.
Egy évvel később, 1972-ben René Clément francia rendező La course du lièvre à travers les champs („A nyúl futása a réteken át”) című bűnügyi filmdrámájában játszott Jean-Louis Trintignant-nal együtt, és ezért az alakításáért megkapta a Kristálycsillag (Étoile de Cristalle) nevű francia filmszakmai kitüntetést, a legjobb küldöldi színésznő kategóriában. 
Valerio Zurlini olasz rendező 1972-es A nyugalom első éjszakája című filmdrámájában Massari Alain Delon elhagyott feleségét játszotta. Alakításáért megkapta az Ezüst Szalag díjat, a legjobb női főszereplő kategóriában. 
1974-ben Sandro Bolchi olasz rendező Anna Karenina című tévésorozatának tragikus címszereplőjét, Annát alakította. 
1975-ben meghívták a cannes-i nemzetközi filmfesztivál zsűrijébe.

Nora Elmer szerepében a Félelem a város felett című bűnügyi filmben (1975)

1979-ben, Francesco Rosi rendező fontos szerepet adott Massarinak a Krisztus megállt Ebolinál című kultikus filmjében. A film Carlo Levi antifasiszta író–politikus azonos című regényéből készült, Francesco Rosi rendezésében, Gian Maria Volonté főszereplésével. A RAI először sorozatként részletekben sugározta, és a Carlo Levi író, politikus és antifasiszta azonos című regénye. Az írót 1935-ben a fasiszta rendszer bírósága börtönbüntetésre ítélte, emiatt álnéven, illegalitásban élt Alianóban, Lucania régióban, a mai Basilicatában. Könyve és a belőle készült film drámai képet fest az ottani elmaradottságról, a primitív babonák által vezérelt mindennapokról. A film számos díjat kapott, és az olasz realizmus mesterművei között tartják számon. Luisa Levi alakításáért Massari 1979-ben másodszor is elnyerte az Ezüst Szalag díjat, a legjobb női mellékszereplő kategóriában.

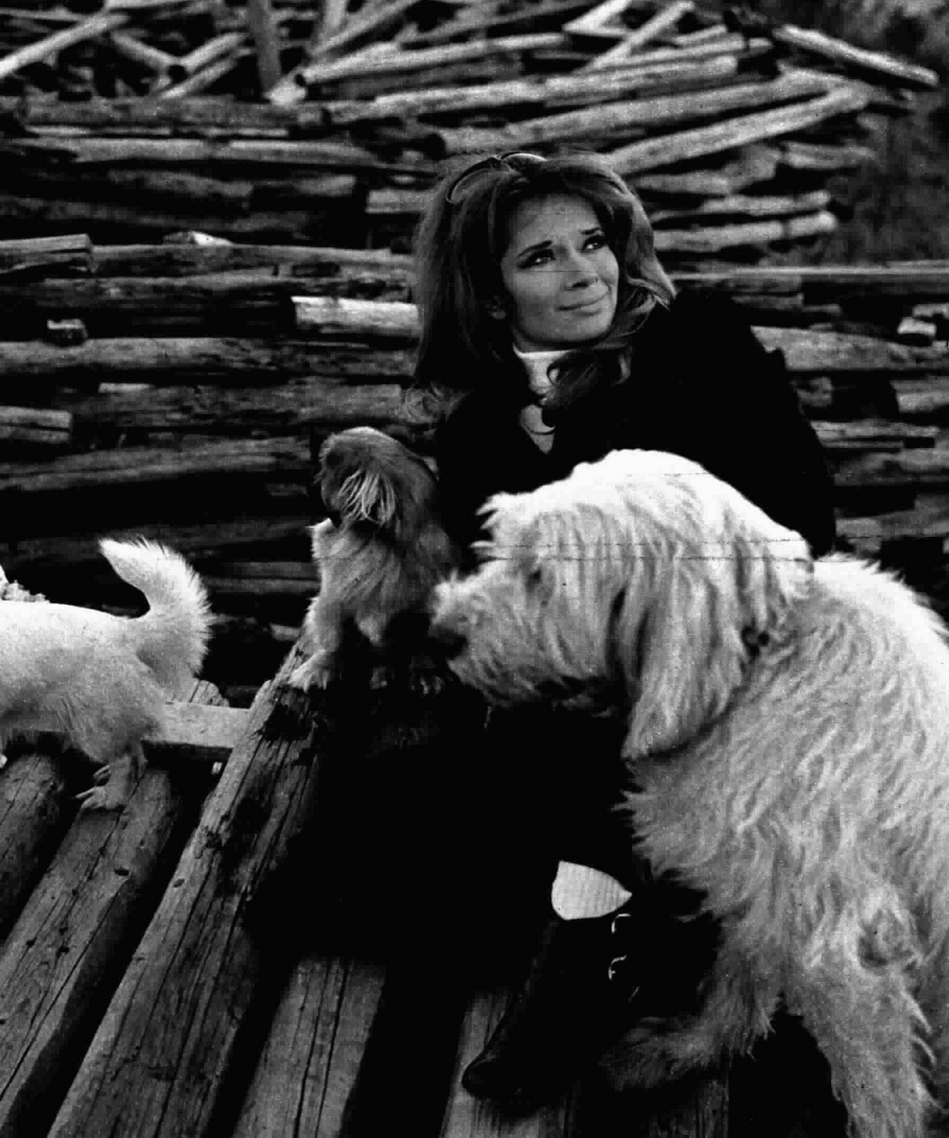
1970-es képe

Az 1980-as évek elejétől fokozatosan csökkentette színésznői jelenlétét. Ottavio Fabbri rendező 1990-es Viaggio d’amore című romantikus filmdrámájában jelent meg utoljára, Omar Sharif partnereként. Ezután felhagyott a filmezéssel.

### Magánélete
Massari 1963-ban férjhez ment Carlo Bianchinihez, az Alitalia pilótájához. Szenvedélyes vadász volt, e sportot ifjúsága óta űzte, apjának példáját követve. 1990-ben teljesen visszavonult a színészi munkától, hogy férjével élhessen, aki időközben nyugdíjba vonult. A franciaországi La Baule fürdőhelyen és Szardínia szigetén éltek. Pénzügyi problémák miatt Massari 1994-ben eladta jelentős értékű antik ékszerkészletét. 2004-ben elvált férjétől. Massari gyakran felszólalt az állatok védelmében, és tiltakozó akciókat szervezett a kísérleti állatok élveboncolása (viviszekció) ellen.

## Főbb filmszerepei
- 1955: Proibito; Agnese Barras
- 1957: I sogni nel cassetto; Lucia Moretti
- 1958: Fracassa kapitány (Capitan Fracassa; tévé-minisorozat; Isabella
- 1958: Feltámadás (Auferstehung); Marija Pavlovna
- 1960: A kaland (L’avventura); Anna
- 1960: Rómában történt (La giornata balorda); Freja (ALberto Moravia: Római történetek alapján)
- 1961: A rodoszi kolosszus (Il colosso di Rodi); Diala
- 1961: A siker ára (Una vita difficile); Elena Pavinato
- 1961: Morte di un bandito; Santa
- 1961: I sogni muoiono all’alba; Miklós Anna
- 1962: Nápoly négy napja (Le quattro giornate di Napoli); Maria
- 1962: La città prigioniera; Lelia Mendores
- 1963: Le Serpent de Gibraltar; kémfilm,névtelen szerep
- 1964: Banditasirató (Llanto por un bandido); María Jerónima
- 1964: A szökevény (L’insoumis); Dominique Servet
- 1965: Katonalányok (Le soldatesse); Toula Demantritza
- 1965: Olasz furcsaságok (Made in Italy); Monica
- 1967: Il giardino delle delizie; Carlo barátnője
- 1968: Volver a vivir; María
- 1969: I fratelli Karamazov; tévé-minisorozat, Agrafena Alekszandrovna
- 1970: Az élet dolgai (Les choses de la vie); Catherine Bérard
- 1971: Szívzörej (Le souffle au coeur); Clara Chevalier
- 1972: La course du lièvre à travers les champs; Sugar
- 1972: A nyugalom első éjszakája ( La prima notte di quiete); Monica
- 1973: A kékruhás nő (La femme en bleu); Aurélie
- 1973: A hangtompító (Le silencieux); Maria Menela
- 1973: A fiú (Le fils); Maria
- 1973: Story of a Love Story; Hippolyta
- 1974: Ujjlenyomat nincs (…la main à couper); Hélène Noblet
- 1974: Allonsanfan (Allonsanfàn); Charlotte
- 1974: Anna Karenina; tévé-minisorozat; Anna Karenina
- 1975: Félelem a város felett (Peur sur la ville); Nora Elmer
- 1976: Programozott áldozatok (L’ordinateur des pompes funèbres); Gloria
- 1976: A folyó vonala (La linea del fiume); Amanda Treves
- 1977: Violette & François; François anyja
- 1977: Antonio Gramsci: i giorni del carcere; Tania
- 1977: Megközelítések (Repérages); Cecilia
- 1977: El perro; Muriel
- 1978: Sale rêveur; Joséphe
- 1978: Les rendez-vous d’Anna; Anna anyja
- 1979: Krisztus megállt Ebolinál (Cristo si è fermato a Eboli); Luisa Levi
- 1979: A válás (Le divorcement); Rosa
- 1980: Quaderno proibito; tévé-minisorozat; Valeria
- 1983: La flambeuse; Louise
- 1983: Sarah; Carla Angelli
- 1984: La vigna di uve nere; tévé-minisorozat; Concetta
- 1984: A hetedik célpont (La 7ème cible); Nelly
- 1985: Titkok, titkok (Segreti, segreti); Marta
- 1986: Una donna a Venezia; tév-minisorozat; Tina
- 1988: Una donna spezzata; tévéfilm; Virginia
- 1990: Viaggio d’amore; Zaira

## Elismerései, díjai
David di Donatello-díj
- 1962 – David Speciale-díjat nyert, A siker ára (Una vita difficile) és I sogni muoiono all’alba filmekben nyújtott alakításaiért.
- 1985 – jelölték a legjobb főszereplő színésznőnek járó Donatello-díjra a Titkok, titkok (Segreti segreti) főszerepéért.

Ezüst Szalag díj (Nastro d’argento)
- 1960: – jelölték a legjobb mellékszereplő színésznő díjára, A kaland (L’avventura) c. filmben
- 1962: – jelölték a legjobb főszereplő színésznő díjára, A siker ára (Una vita difficile) c. filmben
- 1963: – jelölték a legjobb mellékszereplő színésznő díjára, a Nápoly négy napja (Le quattro giornate di Napoli) c. filmben
- 1973: – elnyerte a legjobb mellékszereplő színésznő díját, A nyugalom első éjszakája (La prima notte di quiete) c. filmben
- 1975: – jelölték a legjobb főszereplő színésznő díjára, az Allonsanfan (Allonsanfàn)
- 1979: – elnyerte a legjobb mellékszereplő színésznő díját, a Krisztus megállt Ebolinál (Cristo si è fermato a Eboli) c. filmben

## További információ
- Lea Massari a PORT.hu-n (magyarul)
- Lea Massari az Internetes Szinkronadatbázisban (magyarul)
- Lea Massari az Internet Movie Database-ben (angolul)
- Lea Massari a Rotten Tomatoeson (angolul)
- Lea Massari az AlloCiné weboldalán (franciául)
- Lea Massari Profile (angol nyelven). famousfix.com
- Léa Massari (német nyelven). Filmdienst.de
- Lea Massari (német nyelven). Filmportal.de
- Lea Massari (magyar nyelven). MAFAB.hu
- Lea Massari (angol nyelven). MUBI.com